# Mož in žena razmišljata o luni
Dva moža razmišljata o luni (nemško Zwei Männer in Betrachtung des Mondes) in Moški in ženska razmišljata o luni, sta niz podobnih slik Casparja Davida Friedricha, prizorišče pa je med njegovimi najbolj znanimi deli. Friedrich je naslikal vsaj tri različice, z eno različico, ki prikazuje moškega in žensko. Verzija iz leta 1819–20 v Galerie Neue Meister naj bi bila izvirnik; varianta iz ok. leta 1824 z žensko je v Alte Nationalgalerie in različica iz leta 1830 je v Metropolitanskem muzeju umetnosti.
Te nemške romantične krajinske slike prikazujejo dve figuri v temnem gozdu, ki ju obrisuje pastelno nebo. Temno ospredje in svetlejša ozadja del ustvarjajo oster kontrast. Nebo kaže, da je čas okoli mraka, z naraščajočim luninim krajcem blizu zahoda. Temne korenine in veje mrtvega, izruvanega drevesa so v kontrastu z nebom. Zdi se, da nazobčane veje in ostri kontrasti ustvarjajo grozeče okolje za figure in spominjajo na impozanten gotski slog, ki je bil prvotno viden v srednjem veku, a je oživel v dobi romantike. Enako lahko rečemo za temna, senčna drevesa in skale, ki obdajajo par. Same figure so oblečene v temne barve in trda, nekoliko formalna oblačila, ki prav tako označujejo njihov višji razred. Dela poudarjajo duhovnost v naravi in prisotnost sublimnega, kar sta glavni temi Friedricha.
Dramatik Samuel Beckett, ki je stal pred Moški in ženska razmišljata o luni, je rekel: »To je bil vir Čakanja na Godota, veš«.

## Opis slike in kompozicija
Na slikah je v ospredju prikazan prizor dveh ljudi na gorski poti, ki vodi od sredine dna slike navzgor proti levi. Moški na desni nosi sivozeleno ogrinjalo in črno baretko altdeutsche Tracht ter ima v desni roki palico. Moški na levi je nekoliko višje na poti in se naslanja na ramo svojega tovariša; vitkejši je in nosi sivozelen frak, iz katerega štrli bel ovratnik, in črno čepico zgodnjega Burschenschafta s trakom, zavezanim pod brado. Oba gledata srp rastoče lune in zvezdo večernico. Lunina nočna stran je osvetljena z zemeljskim sijem. Prizor na njuni desni uokvirja izruvan in z mahom poraščen hrast, katerega veje segajo do smreke na levi; balvan preprečuje padec hrasta, na levi pa je še en balvan. V ozadju pokrajina odpade; vrhovi borovcev namigujejo na gozd. V neposrednem ospredju sta štor in velika suha veja, ki leži na tleh. Slika je skoraj monokromatska v odtenkih rjave in sive, ki prikazuje noč.
Dresdenska različica na splošno velja za izvirno. Ponazarja zlati rez v razmerjih med osrednjo navpično osjo, pravokotno osjo med njo in zvezdo ter drugo osjo, ki poteka skozi oko starejšega moškega. Nemški umetnostni zgodovinar Werner Busch v skladu s starejšimi umetnikovimi branji, ki vztrajajo pri duhovnih sporočilih za naravnimi oblikami, vidi geometrijsko postavitev kot signaliziranje transcendentnega sporočila izkušnje obeh figur o naravi. Kot na mnogih Friedrichovih slikah tudi tukaj ni srednje poti; zemeljski prizor v ospredju je kontrastiran z razsvetljenim nebom in breznom ob nogah obeh moških, ki sta zaznavna s tem kontrastom, ki ponazarja antitetično razmerje razumnega, otipljivega zemeljskega prostora ter iracionalne in sublimne neskončnosti, ki so jo raziskovali slikarji romantike. Kompozicija jih postavlja v harmoničen odnos. Opisan je bil kot odločilna podoba nemške romantike.
Upodobljena moža sta morda sam Friedrich na desni in njegov učenec August Heinrich (1794–1822) na levi; Friedrichov prijatelj Wilhelm Wegener je dal to razlago. Dahl se je strinjal, da je bil mlajši Heinrich, vendar je identificiral starejšega kot Christiana Wilhelma Bommerja, brata Friedrichove žene Caroline; however, in 1819, Heinrich was 25 but Bommer only 18. vendar je bil Heinrich leta 1819 star 25 let, Bommer pa le 18. V varianti z moškim in žensko bi bila potem Caroline Friedrich ženska. Dva umetnostna zgodovinarja z začetka 20. stoletja sta predlagala tudi lokacije. Max Semrau je našel Friedricha in njegovega prijatelja Benjamina Friedricha Gotthelf Kummerja na pečini na otoku Rügen; Max Sauerlandt, ista dva moža v gorovju Harz.

### Moški in ženska razmišljata o luni
Na tej sliki sta moški in ženska obrnjena stran od gledalca, centrirana navpično in levo od sredine vodoravno. Ženska roka počiva na moškem ramenu. Spokojna in kontemplativna poza para je v kontrastu z zvitostmi napol izruvanega hrasta, ki je sam v opoziciji z navpičnostjo bujnega bora na levi. Ta nepravilna in asimetrična slikovna konstrukcija – povezana s postbaročno estetiko prejšnjega stoletja – je bila v Friedrichovem delu dokaj redka, pogosto so jo zaznamovali pravilni geometrijski razporedi.

## Različice
Po mnenju Johana Christiana Dahla, prvega lastnika (domnevno) najzgodnejše različice, je Friedrich naslikal neznano število kopij, drugi pa so prav tako kopirali sliko. Danes je ohranjenih več različic, vendar njihova datacija in avtorstvo nista bila zanesljivo določena; razprava o tem vprašanju je bila ponovno oživljena leta 1991. Poleg Dahlove kopije (zdaj v Dresdnu) je v Metropolitanskem muzeju umetnosti v New Yorku različica iz let 1825–1830. Poleg tega, da se bolj drži zlatega reza, je dresdenska različica resničnejša od Friedrichovih pripravljalnih skic iz narave.
Slike različnih podob moškega in ženske, ki opazujeta Luno (Mann und Frau den Mond betrachtend), datirane med letoma 1818 in 1835, so v Alte Nationalgalerie v Berlinu in v zasebni zbirki v Švici. Umetnostni zgodovinar Kaspar Monrad nakazuje, da je to morda prva različica teme in bi torej nastala pred zgodnjim letom 1818, ko je danski pisatelj Peder Hjort poročal, da je takšno sliko dobil od Friedricha. Poleg tega, da je moški na levi nadomestil figuro ženske, se berlinska različica razlikuje od  v mnogih podrobnostih: štor je zlomljen in ne razžagan, kot je v dresdenski različici, odmrla veja je izpuščena, vrhovi dreves na desni so višji in odločilno je izpuščena sprehajalna palica, čeprav rentgenski pregled razkrije dve črti, ki nakazujeta, kam je umetnik nameraval vključiti to.

## Izvor
Slika v Galerie Neue Meister v Dresdnu je bila leta 1830 vključena v zbirko Johana Christiana Dahla pod naslovom Mondscheinlandschaft. Zwei männliche Figuren betrachten den aufgehenden Halbmond (Z mesečino obsijana pokrajina: dve moški podobi opazujeta vzhajajoči polmesec); leta 1840 ga je prodal Kraljevi umetnostni galeriji v Dresdnu za 80 talerjev. Dahl je dobil sliko od Friedricha v zameno za svoje delo. Slika moškega in ženske v Berlinu je bila leta 1922 pri trgovcu z umetninami Salomon v Dresdnu. Leta 1932 je bila prikazana v galeriji Paul Cassirer v Berlinu kot posojena zbirka Lulu Böhler v Luzernu, tisto leto pa jo je kupila Alte Nationalgalerie od galerije Fritz Nathan v Luzernu.

## Interpretacije
S svojim mehko melanholičnim razpoloženjem slika pooseblja romantični pogled na naravo. Dve meditativni figuri, vidni skoraj v celoti od zadaj, služita kot predstavnika opazovalca, ki je prepuščen kontemplaciji tega, kar vidita, in podaja pomen. Poleg romantičnega misticizma napetosti med otipljivim svetom in neskončnim kozmosom so bile predstavljene še tri nasprotujoče si interpretacije, v smislu vere, politike in biografije.

### Vera
Nemški umetnostni zgodovinar Helmut Börsch-Supan interpretira zimzeleno smreko in odmrli hrast kot simbola krščanskega pogleda na svet oziroma premaganega poganstva, pot kot pot življenja in rastočo luno kot Kristusa. Hrast je tradicionalno predstavljal zgodovino in minljivost, zimzelena jelka nenehno obnavljajočo se moč narave. Izruvano drevo lahko predstavlja smrt, vendar njegov kontrast z jasnim, svetlim nebom predstavlja upanje, večno življenje in bližino vzvišenemu ali Kristusu.

### Politika
Altdeutsche Tracht, ki sta ga nosila oba moža, je bil prepovedan z dekreti Carlsbad iz leta 1819, kar je sovpadalo z nastankom dela. Friedrich sam je opozoril na pomen tega političnega vidika pri interpretaciji dela; Karl Förster v svojih spominih pripoveduje, da mu je Friedrich ob obisku umetnikovega ateljeja v Dresdnu 9. aprila 1820 pokazal sliko in z ironijo, kot da bi ji razlagal, rekel: »Podpihujejo demagoške spletke«. Številne Friedrichove slike prikazujejo ljudi v tem političnem kostumu, kar nakazuje, da je nameraval poslati politično sporočilo proti njihovemu zatiranju; vendar so skice in večina slik nastale pred prepovedjo.